# Sarzano (Rovigo)
Sarzano (Sarxàn in veneto) è una frazione del comune di Rovigo di circa 1 950 abitanti.

## Storia
I pochissimi reperti preistorici scoperti a Rovigo sono stati rinvenuti proprio nel territorio di Sarzano. In particolare, sono stati scoperti alcuni reperti di bronzo, tra cui due armi attribuite una alla seconda metà del XIII secolo a.C. (Età del Bronzo Recente) e l'altra agli inizi dell'VIII secolo a.C. (Età del ferro).
Dal 25 febbraio 1867 al 1927 Sarzano ha fatto parte del comune di Buso-Sarzano.
Fino al periodo fascista, la zona era quasi totalmente paludosa, poi bonificata grazie alle opere agrarie fasciste.
Oggi si presenta come una zona residenziale.

## Geografia fisica
La frazione si estende per poco più di 10 km² e comprende due dei canali più conosciuti in zona: il Ceresolo e la Rezinella. Il territorio è perlopiù destinato a coltivazioni di vario tipo: mais, grano, soia, barbabietola da zucchero.
La frazione confina a nord con la frazione di Mardimago, a sud con la frazione di Buso, ad est con il comune di San Martino di Venezze e ad ovest con il comune di Rovigo.

## Monumenti e luoghi d'interesse

### Architetture militari

#### Il forte di Sarzano
Nell'imminenza della terza guerra d'indipendenza italiana, gli austriaci dell'imperatore Francesco Giuseppe, che comandavano l'intero Polesine, in cui avevano eretto il Palazzo della Gran Guardia per rendere visibili i propri gendarmi biancovestiti a guardia dello spazio pubblico, dovevano proteggere il proprio territorio dall'attacco del neo costituito esercito italiano; così, il colonnello Daniel von Salis Soglio, comandante della guarnigione austriaca di Rovigo ordinò, in tutta fretta, la costruzione di quattro forti attorno alla città di Rovigo: a Borsea, a Roverdicrè, a Boara e a Sarzano.
Il forte di Sarzano fu costruito nel 1862. Era una massiccia costruzione a forma poligona di ventidue lati composta da trentadue cannoni posti su due livelli (ventidue al livello superiore, dieci in quello inferiore). La guarnigione che lo proteggeva era composta di 150 soldati.
Il 10 luglio 1866, nell'ambito del ritiro delle guarnigioni austriache dal territorio a seguito delle vicende legate alla terza guerra di indipendenza italiana, la fortificazione venne prima evacuata dalla maggior parte delle truppe, minata e successivamente fatta saltare. Le masserizie rimaste vennero raccolte e utilizzate dalla popolazione locale per ricavarne materiale da costruzione, contribuendo così alla scomparsa di ogni memoria della localizzazione dell'edificio.

## Geografia antropica

### Odonomastica
Le vie del paese sono, per la maggior parte, dedicate alla Spedizione dei Mille di Giuseppe Garibaldi.

## Sport
Sarzano ha avuto anche una società di calcio: la Sarzano G.S., fondata nel 1975. Nei primi 2 anni di vita la società, che giocava sul campo comunale di Sarzano, si è limitata a militare in campionati giovanili ma dalla stagione 1977/78 fino allo scioglimento alla fine degli anni '90 ha militato in terza categoria.
Oggi il paese conosce il Gruppo Ciclistico A.S.D. Sarzano, volto al ciclismo amatoriale.